# John Wishart
John Wishart (Montrose, 28 novembre 1898 – Acapulco, 14 luglio 1956) è stato uno statistico scozzese.
È stato editore di Biometrika dal 1937.
La variabile casuale di Wishart e il premio per statistici "John Wishart" portano il suo nome.

## Articoli
- The distribution of second order moment statistics in a normal system. Proc. Camb. Phil. Soc., coautore Maurice Stevenson Bartlett, 1932